# Julian Wade
Julian Michael Wade (Roseau, Dominica, 12 de julio de 1990) es un futbolista profesional dominiqués que juega como delantero en el Formartine United de la Highland Football League de Escocia. Es internacional con la selección de fútbol de Dominica, sin embargo, primero lo fue con la selección de fútbol de Montserrat.

## Primeros años de vida
Wade nació en Roseau, Dominica y asistió a Dominica Grammar School, donde comenzó su carrera en el fútbol competitivo. Durante cinco años jugando para el equipo de fútbol de su escuela secundaria, Wade fue nombrado capitán y recibió numerosos premios mientras jugaba en el Torneo de fútbol de las escuelas secundarias, incluido ser nombrado el jugador más valioso en cuatro años consecutivos. Más tarde continuó su educación y carrera juvenil mientras asistía a Dominica State College en Roseau. Julian atribuye su temprano interés en el fútbol a su hermano mayor y modelo a seguir, Darlton Bannis.

## Clubes

### Primeros años
Wade pasó los primeros años de su carrera futbolística en Montserrat, donde estuvo de vacaciones con miembros de su familia mientras jugaba para el club amateur Ideal en el Campeonato de Montserrat en 2010. Durante la temporada con Ideal, Julian tuvo una serie de actuaciones impresionantes y fue nombrado el jugador más valioso de la liga en la temporada 2010-11. En junio de 2010, Wade aceptó una convocatoria para representar a la selección nacional de Montserrat durante su intento de clasificación para la Copa Mundial de Fútbol de 2014. Antes de su serie de 2 partidos contra Belice en Couva, Trinidad y Tobago, Montserrat programó un partido de exhibición contra el club trinitense Joe Public. Durante el partido, Wade anotó un par de goles que llamaron la atención del entrenador de Caledonia AIA, Jamaal Shabazz.
Wade regresó a su natal Dominica y firmó con Bath Estate de la Premier League de Dominica para la temporada 2011-12. El 26 de febrero de 2012, Wade anotó un gol vital contra Harlem United para darle a Bath Estate una ventaja temprana en un partido para determinar el campeonato de la liga. Sin embargo, después de que Harlem United anotara el empate en el minuto 75, Bath Estate terminó como subcampeón de la liga tras un empate 1-1.

### Caledonia AIA
El 13 de julio de 2013, Wade viajó a Trinidad y Tobago para firmar un contrato de dos años con Caledonia AIA de la TT Pro League. Como resultado, Wade se convirtió en el primer dominiqués en firmar un contrato para jugar fútbol profesional. El 6 de agosto debutó con los Stallions of Morvant/Laventille durante la fase de grupos de la Liga de Campeones CONCACAF 2013-14 contra Toluca de la Liga MX. Wade entró como suplente en la segunda mitad y posteriormente anotó su primer gol como profesional en el minuto 88 desde cinco yardas tras un centro de Aubrey David desde la banda izquierda.
Posteriormente, Wade sufrió una serie de lesiones que lo mantuvieron fuera durante la primera mitad de la temporada de la TT Pro League. Sin embargo, volvió el 15 de noviembre en el TOYOTA Classic para marcar de cabeza después de un centro en el minuto 88 que empató y envió el partido contra el Club Sando a la tanda de penaltis. El 17 de enero de 2014, Wade hizo su debut en la liga con el Caledonia AIA después de entrar como suplente en el minuto 82 de Jamal Gay contra North East Stars. El 8 de abril, Julian anotó su primer gol en la liga con el Caledonia AIA en la derrota por 5-1 ante el Central FC en el Ato Boldon Stadium. En su siguiente partido, Wade anotó otro doblete para dar a los Stallions una victoria por 3-1 sobre San Juan Jabloteh. En su primera temporada profesional, Wade registró tres goles en la TT Pro League y cinco goles en todas las competiciones.
En noviembre de 2015 se confirmó que tendría una prueba con el equipo Sporting Kansas City de la Major League Soccer.

### Brechin City
Después de jugar para el Slingerz FC de Guyana y el US Baie-Mahault de Guadalupe, regresó al Bath Estate. Posteriormente, Wade se mudó a Aberdeen en Escocia y firmó con el Brechin City de la Highland League el 11 de agosto de 2021, e hizo su debut el mismo día en la Scottish Challenge Cup contra Buckie Thistle.
En la segunda mitad de la temporada, Wade anotó 5 goles en 4 partidos, incluido un hat trick contra el Nairn County. Dejó el club al final de la temporada, habiendo marcado 13 goles en 33 apariciones.

### Formartine United
En mayo de 2022, Wade fichó por otro equipo de la Highland League, el Formantine United.

## Selección nacional
Wade ha representado a Dominica en varios niveles de competencia internacional, habiendo sido internacional con el equipo olímpico sub-17, sub-20, sub-23, y los equipos nacionales de Dominica. Wade también fue internacional con la selección nacional de Montserrat entre octubre de 2010 y junio de 2011.

### Inferiores
Comenzó su carrera internacional con la selección sub-17 de Dominica durante la Copa Juvenil CFU del 2006. Durante la competencia, Wade hizo tres apariciones y anotó un par de goles contra Bahamas el 15 de agosto de 2006. A principios de ese mes, Wade también recibió dos partidos internacionales con el equipo sub-20 durante su intento de clasificación para el Campeonato Sub-20 de CONCACAF 2007. En septiembre de 2007, Wade participó en el fallido intento de clasificación de Los Pericos para los Juegos Olímpicos de Verano de 2008 en Beijing. Sin embargo, en su último partido de la fase de grupos, Julian registró un doblete para darle al equipo sub-23 una victoria por 2-1 sobre Santa Lucía.
En julio de 2008, Wade hizo tres apariciones adicionales para el equipo sub-20 en otra salida anticipada de la clasificación para un torneo continental luego de un empate ante Surinam y derrotas consecutivas ante Aruba y San Cristóbal y Nieves.

### Absoluta
Aunque anteriormente había representado a su natal Dominica cuando era joven, Wade aceptó una llamada a la selección nacional de Montserrat mientras jugaba para Ideal en el Campeonato de Montserrat en 2010. Más tarde ese año, Wade hizo su debut internacional absoluto con Montserrat el 6 de octubre de 2010, a la edad de 20 años, contra San Vicente y las Granadinas durante su intento de clasificación para la Copa del Caribe 2010. Hizo otras dos apariciones para los Emerald Boys en las derrotas ante Barbados y San Cristóbal y Nieves, en las que Montserrat fue eliminada de la competencia sin marcar un gol.
Julian recibió su cuarto partido internacional con Montserrat después de aparecer en la derrota de ida del equipo ante Belice durante la clasificación para la Copa Mundial de la FIFA 2014 en junio de 2011. Sin embargo, Wade fue declarado no elegible por FIFA para seguir representando a Montserrat según las nuevas reglas de elegibilidad del organismo rector. Como resultado, Wade decidió hacer un cambio internacional de regreso a su natal Dominica en septiembre de 2012.
En abril de 2014, Wade hizo su debut con la selección nacional de Dominica durante el Torneo de las Islas de Barlovento de 2014 celebrado en Roseau. En su tercera titularidad consecutiva como delantero, Wade anotó sus dos primeros goles internacionales en la derrota por 5-3 ante Granada el 4 de mayo de 2014.

## Estadísticas

### Clubes
| Club              | Temporada | Liga                    | Liga     | Liga  | Copa     | Copa  | League Cup | League Cup | Continental | Continental | Otro     | Otro  | Total    | Total |
| Club              | Temporada | División                | Partidos | Goles | Partidos | Goles | Partidos   | Goles      | Partidos    | Goles       | Partidos | Goles | Partidos | Goles |
| ----------------- | --------- | ----------------------- | -------- | ----- | -------- | ----- | ---------- | ---------- | ----------- | ----------- | -------- | ----- | -------- | ----- |
| Ideal             | 2010–11   | Montserrat Championship | 0        | 0     | 0        | 0     | 0          | 0          | 0           | 0           | 0        | 0     | 0        | 0     |
| Ideal             | Total     | Total                   | 0        | 0     | 0        | 0     | 0          | 0          | 0           | 0           | 0        | 0     | 0        | 0     |
| Bath Estate       | 2011–12   | Premier League          | 1        | 1     | 0        | 0     | 0          | 0          | 0           | 0           | 0        | 0     | 1        | 1     |
| Bath Estate       | 2012–13   | Premier League          | 0        | 0     | 0        | 0     | 0          | 0          | 0           | 0           | 0        | 0     | 0        | 0     |
| Bath Estate       | Total     | Total                   | 1        | 1     | 0        | 0     | 0          | 0          | 0           | 0           | 0        | 0     | 1        | 1     |
| Caledonia AIA     | 2013–14   | TT Pro League           | 7        | 3     | 0        | 0     | 2          | 1          | 1           | 1           | 0        | 0     | 10       | 5     |
| Caledonia AIA     | Total     | Total                   | 7        | 3     | 0        | 0     | 2          | 1          | 1           | 1           | 0        | 0     | 10       | 5     |
| Brechin City      | 2021–22   | Breedon Highland League | 31       | 13    | 0        | 0     | 0          | 0          | 0           | 0           | 0        | 0     | 31       | 13    |
| Brechin City      | Total     | Total                   | 31       | 13    | 0        | 0     | 0          | 0          | 0           | 0           | 0        | 0     | 31       | 13    |
| Formartine United | 2022–23   | Breedon Highland League | 0        | 0     | 0        | 0     | 0          | 0          | 0           | 0           | 0        | 0     | 0        | 0     |
| Formartine United | Total     | Total                   | 0        | 0     | 0        | 0     | 0          | 0          | 0           | 0           | 0        | 0     | 0        | 0     |
| Total             | Total     | Total                   | 39       | 17    | 0        | 0     | 2          | 1          | 1           | 1           | 0        | 0     | 42       | 19    |

### Selección nacional
| Selección  | Año   | Amistosos | Amistosos | Oficiales | Oficiales | Total    | Total | Total |
| Selección  | Año   | Partidos  | Goles     | Partidos  | Metas     | Partidos | Goles |       |
| ---------- | ----- | --------- | --------- | --------- | --------- | -------- | ----- | ----- |
| Montserrat | 2010  | 0         | 0         | 3         | 0         | 3        | 0     |       |
| Montserrat | 2011  | 0         | 0         | 1         | 0         | 1        | 0     |       |
| Total      | Total | 0         | 0         | 4         | 0         | 4        | 0     |       |
| Dominica   | 2014  | 3         | 2         | 3         | 1         | 6        | 3     |       |
| Dominica   | 2015  | 4         | 1         | 4         | 0         | 8        | 1     |       |
| Dominica   | 2016  | 0         | 0         | 4         | 4         | 4        | 4     |       |
| Dominica   | 2017  | 5         | 5         | 0         | 0         | 5        | 5     |       |
| Dominica   | 2018  | 0         | 0         | 3         | 1         | 3        | 1     |       |
| Dominica   | 2019  | 4         | 0         | 7         | 3         | 11       | 3     |       |
| Dominica   | 2020  | 0         | 0         | 0         | 0         | 0        | 0     |       |
| Dominica   | 2021  | 0         | 0         | 4         | 2         | 4        | 2     |       |
| Dominica   | 2022  | 0         | 0         | 2         | 1         | 2        | 1     |       |
| Total      | Total | 16        | 8         | 27        | 12        | 43       | 20    |       |

#### Goles internacionales
| N.º | Fecha                   | Sede                                                                  | Partido | Oponente                     | Gol | Resultado | Competición                                                      |
| --- | ----------------------- | --------------------------------------------------------------------- | ------- | ---------------------------- | --- | --------- | ---------------------------------------------------------------- |
| 1.  | 4 de mayo de 2014       | Windsor Park, Roseau, Dominica                                        | 3       | Granada                      | 1–0 | 3–5       | Torneo de las Islas de Barlovento 2014                           |
| 2.  | 4 de mayo de 2014       | Windsor Park, Roseau, Dominica                                        | 3       | Granada                      | 3–1 | 3–5       | Torneo de las Islas de Barlovento 2014                           |
| 3.  | 7 de septiembre de 2014 | Warner Park Sporting Complex, Basseterre, San Cristóbal y Nieves      | 6       | Santa Lucía                  | 1–1 | 1–2       | Copa del Caribe de 2014                                          |
| 4.  | 14 de mayo de 2015      | Philip Marcellin Grounds, Vieux Fort, Santa Lucía                     | 11      | Granada                      | 1–1 | 2–1       | Amistoso                                                         |
| 5.  | 26 de marzo de 2016     | A. O. Shirley Recreation Ground, Road Town, Islas Vírgenes Británicas | 15      | Islas Vírgenes Británicas    | 1–0 | 7–0       | Copa del Caribe de 2017                                          |
| 6.  | 26 de marzo de 2016     | A. O. Shirley Recreation Ground, Road Town, Islas Vírgenes Británicas | 15      | Islas Vírgenes Británicas    | 6–0 | 7–0       | Copa del Caribe de 2017                                          |
| 7.  | 26 de marzo de 2016     | A. O. Shirley Recreation Ground, Road Town, Islas Vírgenes Británicas | 15      | Islas Vírgenes Británicas    | 7–0 | 7–0       | Copa del Caribe de 2017                                          |
| 8.  | 4 de junio de 2016      | Stade René Serge Nabajoth, Les Abymes, Guadalupe                      | 17      | Guadalupe                    | 1–1 | 1–2       | Copa del Caribe de 2017                                          |
| 9.  | 17 de mayo de 2017      | Stade René Serge Nabajoth, Les Abymes, Guadalupe                      | 19      | Guadalupe                    | 1–1 | 2–2       | Amistoso                                                         |
| 10. | 17 de mayo de 2017      | Stade René Serge Nabajoth, Les Abymes, Guadalupe                      | 19      | Guadalupe                    | 2–1 | 2–2       | Amistoso                                                         |
| 11. | 28 de junio de 2017     | Kirani James Athletic Stadium, St. George's, Granada                  | 20      | Granada                      | 1–0 | 1–1       | Torneo de las Islas de Barlovento de 2017                        |
| 12. | 30 de junio de 2017     | Fond Playing Field, Sauteurs, Granada                                 | 21      | Barbados                     | 1–0 | 2–1       | Torneo de las Islas de Barlovento de 2017                        |
| 13. | 6 de julio de 2017      | Kirani James Athletic Stadium, St. George's, Granada                  | 23      | San Vicente y las Granadinas | 1–0 | 2–2       | Torneo de las Islas de Barlovento de 2017                        |
| 14. | 20 de noviembre de 2018 | Raymond E. Guishard Technical Centre, The Valley, Anguilla            | 26      | Sint Maarten                 | 1–0 | 2–0       | Clasificación para la Liga de Naciones Concacaf 2019-20          |
| 15. | 23 de marzo de 2019     | Windsor Park, Roseau, Dominica                                        | 31      | Bahamas                      | 1–0 | 4–0       | Clasificación para la Liga de Naciones Concacaf 2019-20          |
| 16. | 23 de marzo de 2019     | Windsor Park, Roseau, Dominica                                        | 31      | Bahamas                      | 3–0 | 4–0       | Clasificación para la Liga de Naciones Concacaf 2019-20          |
| 17. | 11 de octubre de 2019   | Estadio Nacional de Fútbol de Nicaragua, Managua, Nicaragua           | 34      | Nicaragua                    | 1–3 | 1–3       | Liga B de la Liga de Naciones Concacaf 2019-20                   |
| 18. | 2 de junio de 2021      | Estadio Olímpico Félix Sánchez , Santo Domingo, República Dominicana  | 40      | Anguila                      | 3–0 | 3–0       | Clasificación de Concacaf para la Copa Mundial de Fútbol de 2022 |
| 19. | 8 de junio de 2021      | Estadio Olímpico Félix Sánchez , Santo Domingo, República Dominicana  | 41      | Barbados                     | 1–1 | 1–1       | Clasificación de Concacaf para la Copa Mundial de Fútbol de 2022 |
| 20. | 5 de junio de 2022      | Warner Park, Basseterre, San Cristóbal y Nieves                       | 43      | Anguila                      | 1–0 | 1–1       | Liga C de la Liga de Naciones Concacaf 2022-23                   |

## Logros

### Club
Bath Road Ambassadors
- Dominica All Island League 2006-07

- Primera División de Dominica 2007-08

Bath Estate
- Liga Premier de Dominica 2012-13

### Individual

#### Premios
- Goleador de la GFF Elite League 2015-16
- Jugador más valioso del Campeonato de Montserrat 2010-11
- Delantero más destacado de la Liga de la División Uno de Dominica 2007-08
- Goleador de la Dominica Division One League 2006-07
- Jugador más valioso de la Liga de la División Uno de Dominica 2005-06
- Delantero más destacado de la Dominica All Island League 2004-05
- Jugador que más ha mejorado 2004–05 por la Asociación de Fútbol de Dominica
- Novato del año 2004-05 por la Asociación de Fútbol de Dominica